# Jason Statham
Jason Statham (født 26. juli 1967) er en engelsk skuespiller. Han er kendt for at spille karakterer i forskellige actionfilm, som typisk er rå og voldelige. Statham er blevet krediteret for at lede genoplivningen af actionfilm i 2000'erne og 2010'erne. Hans filmkarriere frem til 2017 havde genereret 1,5 mia. i billetsalg, hvilket gør ham til en af de mest indbringende filmstjerner.
Statham begyndte at træne kinesisk kampsport, kickboxing og karate i sin ungdom mens han arbejdede i markedsboder. Han var en aktiv fodboldspiller og udspringsudøver og var medlem af Storbritanniens landshold for udspring og deltog for England i Commonwealth Games 1990. Kort efter blev han bedt om at være model for French Connection, Tommy Hilfiger, og Levi's i forskellige reklamekampagner. Hans fortid med at arbejde i markedsboder gjorde at han blev castet i Guy Ritchie krimifilm Lock, Stock and Two Smoking Barrels (1998) og Snatch (2000).
Disse films kommercielle succes ledte til at Statham fik rollen som Frank Martin i Transporter-trilogien (2002–2008). Efter at have medvirket i en række kup- og actionthriller film som The Italian Job (2003), Crank (2006), War (2007), The Bank Job (2008), The Mechanic (2011), Spy (2015) og Mechanic: Resurrection (2016), og han etablerede sig som en ledende skuespiller i HOllywood. Han har dog også medivkret i film der var mindre succesfulde som Revolver (2005), Chaos (2005), In the Name of the King (2007), 13 (2010), Blitz (2011), Killer Elite (2011), Hummingbird (2013) og Wild Card (2015). Han har opnået stor succes som en del af ensemble castet i The Expendables (2010–2014) og Fast & Furious, hvor han spiller Deckard Shaw i flere film, inklusive spin-off-filmen Hobbs & Shaw (2019).

## Filmografi

### Film
| År   | Titel                                 | Rolle                             | Noter                          | Ref                         |
| ---- | ------------------------------------- | --------------------------------- | ------------------------------ | --------------------------- |
| 1998 | Lock, Stock and Two Smoking Barrels   | Bacon                             |                                |                             |
| 2000 | Snatch                                | Turkish                           |                                |                             |
| 2000 | Turn It Up                            | Mr. B                             |                                |                             |
| 2001 | Ghosts of Mars                        | Sergeant Jericho Butler           |                                |                             |
| 2001 | The One                               | MVA Agent Evan Funsch             |                                |                             |
| 2001 | Mean Machine                          | Monk                              |                                |                             |
| 2002 | The Transporter                       | Frank Martin                      |                                |                             |
| 2003 | The Italian Job                       | Handsome Rob                      |                                |                             |
| 2004 | Collateral                            | Frank Martin                      | Cameo, credited as Airport Man |                             |
| 2004 | Cellular                              | Ethan Greer                       |                                |                             |
| 2005 | Transporter 2                         | Frank Martin                      |                                |                             |
| 2005 | Revolver                              | Jake Green                        |                                |                             |
| 2005 | London                                | Bateman                           |                                |                             |
| 2005 | Chaos                                 | Detective Quentin Conners         |                                |                             |
| 2006 | The Pink Panther                      | Yves Gluant                       | Uncredited                     |                             |
| 2006 | Crank                                 | Chev Chelios                      |                                |                             |
| 2007 | War                                   | FBI Agent John Crawford           |                                |                             |
| 2008 | The Bank Job                          | Terry Leather                     |                                |                             |
| 2008 | In the Name of the King               | Farmer Daimon                     |                                |                             |
| 2008 | Death Race                            | Jensen Garner "Frankenstein" Ames |                                |                             |
| 2008 | Truth in 24                           | Fortæller                         | Dokumentarfilm                 |                             |
| 2008 | Transporter 3                         | Frank Martin                      |                                |                             |
| 2009 | Crank: High Voltage                   | Chev Chelios                      |                                |                             |
| 2010 | 13                                    | Jasper Bagges                     |                                |                             |
| 2010 | The Expendables                       | Lee Christmas                     |                                |                             |
| 2011 | The Mechanic                          | Arthur Bishop                     |                                |                             |
| 2011 | Gnomeo & Juliet                       | Tybalt                            | Stemmerolle                    |                             |
| 2011 | Blitz                                 | Detective Sergeant Tom Brant      |                                |                             |
| 2011 | Killer Elite                          | Danny Bryce                       |                                |                             |
| 2012 | Truth in 24 II                        | Fortæller                         | Dokumentar                     |                             |
| 2012 | Safe                                  | Luke Wright                       |                                |                             |
| 2012 | The Expendables 2                     | Lee Christmas                     |                                |                             |
| 2013 | Parker                                | Parker                            |                                |                             |
| 2013 | Fast & Furious 6                      | Deckard Shaw                      | Cameo                          |                             |
| 2013 | Hummingbird                           | Joey Jones                        | U.S. title: Redemption         |                             |
| 2013 | Homefront                             | Phil Broker                       |                                |                             |
| 2014 | The Expendables 3                     | Lee Christmas                     |                                |                             |
| 2015 | Wild Card                             | Nick Wild                         |                                |                             |
| 2015 | Furious 7                             | Deckard Shaw                      |                                |                             |
| 2015 | Spy                                   | Rick Ford                         |                                |                             |
| 2016 | Mechanic: Resurrection                | Arthur Bishop                     |                                |                             |
| 2017 | The Fate of the Furious               | Deckard Shaw                      |                                |                             |
| 2018 | The Meg                               | Jonas Taylor                      |                                |                             |
| 2019 | Fast & Furious Presents: Hobbs & Shaw | Deckard Shaw                      | Also producer                  |                             |
| 2021 | Wrath of Man                          | Patrick "H" Hill/Hargreaves       |                                |                             |
| 2021 | F9                                    | Deckard Shaw                      | Cameo                          |                             |
| 2023 | Operation Fortune: Ruse de Guerre     | Orson Fortune                     | Also producer                  |                             |
| 2023 | Fast X                                | Deckard Shaw                      | Post-production                |                             |
| 2023 | Meg 2: The Trench                     | Jonas Taylor                      |                                | [ 6 ] [ 7 ] [ 8 ]           |
| 2023 | Expend4bles                           | Lee Christmas                     | Også producer                  | [ 9 ] [ 10 ] [ 11 ] [ 12 ]  |
| 2024 | The Beekeeper                         | Adam Clay                         | Også producer                  | [ 13 ] [ 14 ] [ 15 ] [ 16 ] |
| 2025 | Levon's Trade                         | Levon Cade                        | Filmes; også producer          | [ 17 ] [ 18 ]               |

| Film der endnu ikke er blevet udgivet (juli 2024) | Film der endnu ikke er blevet udgivet (juli 2024) |

### Computerspil
| År   | Titel                       | Rolle           | Noter       |
| ---- | --------------------------- | --------------- | ----------- |
| 2002 | Red Faction II              | Mandril Shrike  |             |
| 2003 | Call of Duty                | Sergeant Waters |             |
| 2015 | Sniper X with Jason Statham | Team Leader     | Mobile game |

### Musikvideoer
| År   | Kunstner            | Titel                        | Rolle                     | Noter |
| ---- | ------------------- | ---------------------------- | ------------------------- | ----- |
| 1993 | The Shamen          | "Comin' On"                  | Danser                    |       |
| 1994 | Erasure             | "Run to the Sun"             | Danser                    |       |
| 1995 | The Beautiful South | "Dream a Little Dream of Me" | Person på vej i biografen |       |
| 2014 | Calvin Harris       | "Summer"                     | Chauffør                  |       |

## Fodnoter
1. ↑  Stathams karakter i Fast & Furious 6 havde ikke et navn da filmen blev udgivet.